# 31. vestlige længdekreds
Den 31. vestlige længdekreds (eller 31 grader vestlig længde) er en længdekreds, der ligger 31 grader vest for nulmeridianen. Den løber gennem Ishavet, Grønland, Atlanterhavet, det Sydlige Ishav og Antarktis.